# Frederick Schmidt
Frederick Schmidt (* 1984 in London) ist ein britischer Schauspieler.

## Karriere
Seine erste Filmrolle hatte er 2013 als Officer Gentry im britischen Kriminalfilm Starred Up. Als Hauptdarsteller debütierte er im Jahr darauf in der ebenfalls britischen Produktion Snow in Paradise, wo er den Kleinkriminellen Dave verkörperte. Größere Bekanntheit erlangte er durch die Mitwirkung am sechsten Teil der Mission: Impossible-Filmreihe. Die Rolle des Zola Mitsopolis porträtierte er auch im siebten Teil der Reihe.

## Filmografie (Auswahl)
- 2013: Mauern der Gewalt (Starred Up)
- 2014: Snow in Paradise
- 2014: Second Coming
- 2016: Alleycats
- 2016: Brimstone
- 2016: Kaleidoscope
- 2016–2017: Supergirl (Fernsehserie, 3 Episoden)
- 2017: The Marker
- 2017: Taboo (Fernsehserie, 5 Episoden)
- 2017: The Flash (Fernsehserie, Stimme, 1 Episode)
- 2018: Mission: Impossible – Fallout
- 2018: Patient Zero
- 2019: Angel Has Fallen
- 2020: Nur ein einziges Leben
- 2020: The Alienist – Die Einkreisung (The Alienist)
- 2022: Big Gold Brick
- 2022: The Hanging Sun
- 2023: Mission: Impossible – Dead Reckoning Teil Eins (Mission: Impossible – Dead Reckoning Part One)